# Helix lucorum

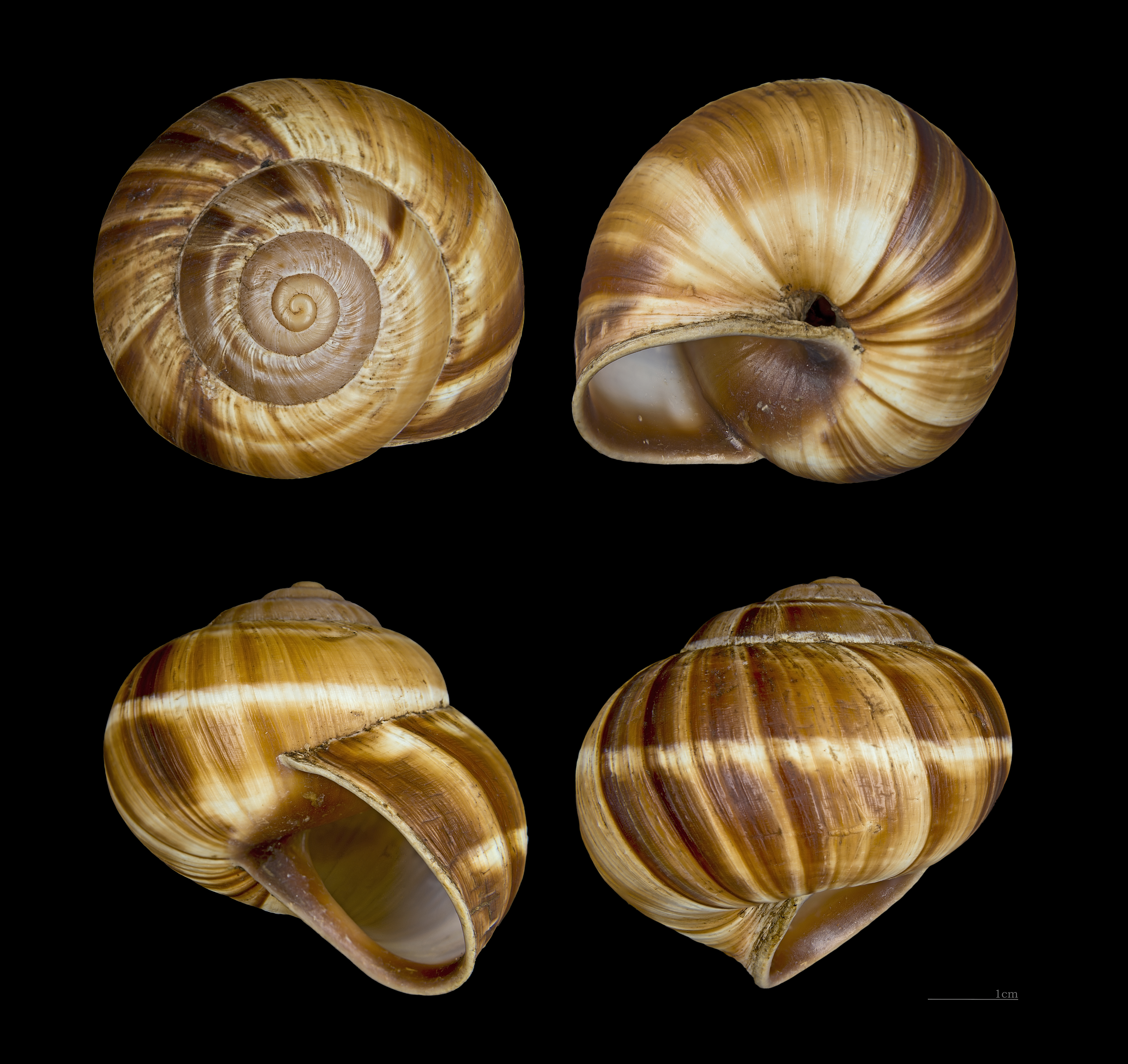
Helix lucorum - MHNT

Helix lucorum é uma espécie caracol terrestre comestível de grandes dimensões, pertencente à família Helicidae.